# Александр Борисович
Александр Борисович — новгородский боярин XIV века.

## Биография
В 1333 году ездил к литовскому князю Наримунту Гедиминовичу с приглашением на новгородское княжение.
В 1338 году в Швеции вместе с воеводой Козьмой заключил мир.
В 1348 году, когда новгородцы отобрали у шведов Орехов, Александр Борисович был послан туда воеводой, но вскоре попал к шведам в плен, из которого был освобождён лишь после заключения мира в 1350 году.